# Victor, Iowa
Victor är en ort i Iowa County, och Poweshiek County, i Iowa. Vid 2020 års folkräkning hade Victor 875 invånare.